# هيدروليستات الأسماك

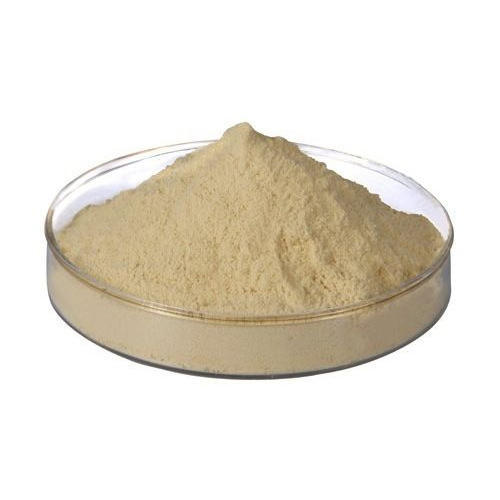
بودرة بروتين السمك

هيدروليستات الأسماك، في أبسط أشكالها، عبارة عن الجسم الرئيسي المطحون للأسماك . بعد إزالة الأجزاء التي يمكن استخدامها من أجل استخدام الإنسان، يتم وضع الأجزاء المتبقية من أجسام الأسماك، والتي تعني الأحشاء والعظام والغضروف والحراشيف واللحوم وما إلى ذلك في المياه ثم طحنها. وبعض هيدروليستات الأسماك يتم طحنها لتصل إلى درجة نعومة أكبر من غيرها، وبالتالي يمكن أن تكون مواد العظام أكثر تعليقًا. ويمكن استخدام الإنزيمات كذلك لإذابة العظام والغضاريف واللحوم. في حالة رؤية قطع كبيرة من الغضاريف والعظام، يمكن أن يكون الشكل النهائي للمنتج مفتقدًا للكالسيوم أو البروتين أو المعادن. إذا كان يتم شراء هيدروليستات الأسماك من أجل الأغراض الزراعية، يجب أن نتفحص الملصق بكل عناية للتعرف على تركيز عناصر المعادن في السائل. ويتم عمل بعض أنواع هيدروليستات الأسماك في شكل منتج مجفف، إلا أنه يتم هدر قدر كبير من الزيوت في هذه العملية، مما يعني أنه يكون هناك قدر كبير من مكون الأطعمة الوظيفية مفقودًا.

## استخدامات هيدروليستات الأسماك
هناك قدر كبير من المعلومات حول الاستخدامات المتعددة لهيدروليستات الأسماك، من استخدامها كسماد سمكي، وحتى استخدامها كطعام للحيوانات، أو حتى للاستهلاك البشري. وقد أشارت الكثير من الدوريات العلمية إلى النشاط المضاد للتكاثر لهيدروليسات بروتين الأسماك، مما يجعله صالحًا لأن يتم إدراجه بين عناصر التغذية الصيدلانية. وتحتوي هيدروليستات الأسماك، خصوصًا تلك التي يتم تطويرها من السلمون على مثبطات هامة لنمو السرطان.

## الصيد العرضي
أدت التقنيات الحديثة التي زادت من كفاءة الصيد إلى صيد الأجناس أو الأحجام التي لا تتناسب مع الأسواق، وهو ما يطلق عليه اسم الصيد العرضي. وقد أدى الصيد المتزايد للأسماك غير الرائجة عن الصيد العرضي المتزايد في مجال صناعة الصيد. وغالبًا ما يتم إلقاء هذه الأسماك في البحر من السفن، إلا أنها يتم كذلك جلبها إلى المواني في سفن الصيد. وقد أدى ذلك إلى وجود دافع للبحث عن أسواق لهذا الصيد العرضي من أجل تقليل تكاليف الإنتاج.

## المثبتات
تؤدي معالجة هيدروليسات الأسماك السائلة إلى فرم الأسماك الكاملة، ثم هضمها إنزيميًا، ثم طحن وإسالة المنتج الناجم، والمعروف باسم جوري. ونظرًا لأن تلك العملية تتم على البارد، فإن الجاري يفسد بشكل أسرع من مستحلب الأسماك ويجب أن يتم تثبيته عند درجة حموضة أقل، مما يتطلب استخدام المزيد من الأحماض. وقد جرب الباحثون استخدام حمض الفورميك وحمض الكبريتيك وغير ذلك. ولحمض الفورميك آثار سمية على النباتات. ويعد حمض الفوسفوريك هو أفضل مثبت يمكن استخدامه.

## المقارنة مع مستحلب الأسماك
إذا تم تسخين هيدروليستات الأسماك، يمكن أن تتم إزالة الزيوت وبعض أنواع البروتينات بشكل أكثر سهولة من أجل بيعها في شكل نقي. ويتم تشويه البروتينات والكربوهيدرات والدهون الموجودة في مواد الأسماك، مما يعني أنه تم تكسيرها إلى أطعمة أقل تعقيدًا. ويمكن أن يؤدي التسخين الزائد عن الحد إلى تدمير المواد في شكل أطعمة لكي تنمو الكائنات الحية المفيدة. وبمجرد أن تتم إزالة الزيوت وتشويه البروتينات وتبسيطها من خلال عملية التسخين، يطلق على هذه العملية اسم مستحلب الأسماك. وتكون تكاليف عملية الهيدروليستات أقل من ناحية رأس المال والإنتاج، مقارنة بعملية إنتاج مستحلب الأسماك.

## وصلات خارجية
- Fish Protein Hydrolysates: Production, Biochemical, and Functional Properties
- Freshwater Fish Processing - Equipment and Examples of Technological Lines
- Alaska Bounty - Plant Food From the Sea

## كتابات أخرى
- Hordur G. Kristinsson & Barabar A. Rasco, Fish Protein Hydrolysates: Production, Biochemical, and Functional Properties pp. 43–81, 40 Institute for Food Science and Technology 1(University of Washington 2000).